# Lo Bosc (Serradell)
Lo Bosc, malgrat el seu nom, és un petit conjunt de camps de conreu del terme municipal de Conca de Dalt, a l'antic terme de Toralla i Serradell, al Pallars Jussà, en territori que havia estat del poble de Serradell.
Es troba a la part occidental del terme, a ponent de Serradell. És al sud-est de la Plana de Pujol, a ponent del Serrat de Santa Eulàlia i al sud-oest de les Picorres. Està situat al nord-est de Santa Eulàlia, al nord de la Planella i a l'esquerra de la llau del Cornàs. A l'extrem sud-oriental de lo Bosc es troben la Pista del Barranc i la Pista del Bosc.